# Meda (Itália)
Meda é uma comuna italiana da região da Lombardia, província de Monza e Brianza, com cerca de 23.001 habitantes. Estende-se por uma área de 8.33 km², tendo uma densidade populacional de 2761.22 hab/km². Faz fronteira com Lentate sul Seveso, Cabiate (CO), Seregno, Barlassina, Seveso.

## Demografia
| Variação demográfica do município entre 1861 e 2011                               |
|                                                                                   |
| Fonte: Istituto Nazionale di Statistica (ISTAT) - Elaboração gráfica da Wikipedia |